# NGC 1971
NGC 1971 (другое обозначение — ESO 56-SC128) — рассеянное скопление в созвездии Золотая Рыба.
Этот объект входит в число перечисленных в оригинальной редакции «Нового общего каталога».
В скоплении имеется сильный разброс звёзд по возрасту, составляющий примерно 160 миллионов лет, а также поворот главной последовательности, который, предположительно, населяют Be-звёзды.